# Schwarzer Einser

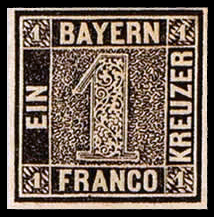
O cruzado negro foi o primeiro selo postal do Reino da Baviera e do território correspondente à Alemanha.

Schwarzer Einser foi o primeiro selo postal do Reino da Baviera e do território correspondente à Alemanha. Sua emissão começou em 1 de novembro de 1849 com uma tiragem inicial de 832.500 cópias impressas em papel artesanal na oficina da Universidade de Munique. O selo foi desenhado por Johann Peter Haseney, gravado por F. J. Seitz  e impresso por J. G. Weiss; suas iniciais (PH, S, e W) foram ocultadas em meio aos ornamentos florais para evitar falsificações.
Do total impresso, estima-se que ainda existam cerca de trinta mil exemplares. Dependendo do grau de preservação, seu valor pode chegar a 50 mil euros e lotes do cruzado negro já atingiram até 320.000 euros em leilão.